# Чанг Јани
Чанг Јани (пинјин Chang Yani; 7. децембар 2001) елитна је кинеска скакачица у воду и чланица репрезентације Кине. Њена специјалност су појединачни и синхронизовани скокови са даске, углавном са висине од 3 метра
Каријеру је започела током 2016. наступајући на разним такмичењима светске серије скокова у воду, а репрезентативни деби остварила је на Светском првенству 2017. у Будимпешти. Управо у Будимпешти је остварила и највећи успех у дотадашњој каријери пошто је у пару са искусном Ши Тингмао освојила златну медаљу у дисциплини даска 3м синхронизовано са 333,30 освојених бодова.